# Hackeriella veitchi
Hackeriella veitchi är en insektsart som först beskrevs av Hermann Hacker 1932.  Hackeriella veitchi ingår i släktet Hackeriella och familjen Peloridiidae. Inga underarter finns listade i Catalogue of Life.